# 被害者特定事項
被害者特定事項（ひがいしゃとくていじこう）とは、刑事訴訟法において、氏名及び住所その他の当該事件の被害者を特定させることとなる事項のことである。

## 概要
刑事訴訟法第290条の2では、以下の事件について、氏名及び住所その他の当該事件の被害者を特定させることとなる「被害者特定事項」を公開の法廷で明らかにしない旨の決定をすることが規定されている。
- 性犯罪[1]の事件（1項1号・2号）
- 犯行の態様、被害の状況その他の事情により、被害者特定事項が公開の法廷で明らかにされることにより被害者等の名誉又は社会生活の平穏が著しく害されるおそれがあると認められる事件（1項3号）
- 犯行の態様、被害の状況その他の事情により、被害者特定事項が公開の法廷で明らかにされることにより被害者若しくはその親族の身体若しくは財産に害を加え又はこれらの者を畏怖させ若しくは困惑させる行為がなされるおそれがあると認められる事件（3項）

被害者特定事項の秘匿決定がなされた場合は、以下の措置がとられる。
- 検察官は、被害者特定事項を明らかにしない方法で起訴状を朗読を行う（291条2項）。
- 裁判長は、 訴訟関係人のする尋問又は陳述が被害者特定事項にわたるときは、これを制限することにより、犯罪の証明に重大な支障を生ずるおそれがある場合又は被告人の防御に実質的な不利益を生ずるおそれがある場合を除き、当該尋問又は陳述を制限することができる（295条3項） 。
- 証拠書類の取調を行う際の証拠書類の朗読は、被害者特定事項を明らかにしない方法で行う（305条3項） 。

なお、検察官は、証人の氏名及び住居を知る機会を与え又は証拠書類若しくは証拠物を閲覧する機会を与えるに当たり、被害者特定事項が明らかにされることにより、被害者等の名誉若しくは社会生活の平穏が著しく害されるおそれがあると認めるとき、又は被害者若しくはその親族の身体若しくは財産に害を加え若しくはこれらの者を畏怖させ若しくは困惑させる行為がなされるおそれがあると認めるときは、弁護人に対し、その旨を告げ、被害者特定事項が、被告人の防御に関し必要がある場合を除き、被告人その他の者に知られないようにすることを求めることができる。ただし、被告人に知られないようにすることを求めることについては、被害者特定事項のうち起訴状に記載された事項以外のものに限る（299条の3）。
ちなみに、 児童ポルノ禁止法違反に関する罪に係る児童については、 「氏名、年齢、職業、就学する学校の名称、住居、容貌等により当該児童が当該事件に係る者であることを推知することができるような記事若しくは写真又は放送番組を、新聞紙その他の出版物に掲載し、又は放送してはならない」（児童ポルノ禁止法第13条）と規定されている。

## 事例
2010年に佐賀県の50代の県立高校男性教諭が運動部顧問として校内で18歳未満の部員2人に淫行行為をしたとされた児童福祉法違反の事件において、一審の佐賀地裁では、被告人の氏名から被害者が特定される二次被害を防ぐとの理由で、被告人の実名も秘匿して公判が行われた。しかし、控訴審である福岡高裁は、被告人の実名を被害者特定事項から外し、実名で審理した。なお、この事件は2012年11月に最高裁で懲役6年が確定し、被告人は失職した。